# Universidad de Zagreb
La Universidad de Zagreb (croata: Sveučilište u Zagrebu, latín: Universitas Studiorum Zagrabiensis) es la universidad más antigua de Croacia funcionando ininterrumpidamente y también la universidad más antigua del sudeste de Europa. Cuenta con 29 facultades, 3 academias de arte y un centro universitario.

## Historia
La Universidad de Zagreb fue fundada oficialmente como Neoacademia Zagrabiensis en el Reino de Hungría, el 23 de septiembre de 1669 por el Emperador y Rey Leopoldo I de Habsburgo, que dictó un decreto para la concesión del estatuto y los privilegios de una universidad a la Academia de los jesuitas de la Ciudad Libre Real de Zagreb. Según ese documento, el estudio de la filosofía en Zagreb adquiría un estatus formal y jurídico, y se convirtió oficialmente en una institución pública de educación superior.
En 1776 la emperatriz y Reina María Teresa I de Austria emitió un decreto de fundación de la Real Academia de la Ciencia (en latín: Regia Academia Scientiarum) que constaba de tres estudios o facultades: Filosofía, Teología y Derecho. Monseñor Josip Juraj Strossmayer propuso en 1861 al Parlamento de Croacia el establecimiento de un  fundamento jurídico para la fundación de la Universidad de Zagreb. Durante su visita a Zagreb, en 1869 el emperador Francisco José I firmó el decreto sobre el establecimiento de la Universidad de Zagreb. Cinco años más tarde, el Parlamento aprobó el Acta de Fundación, que fue ratificado por el emperador, el 5 de enero de 1874. El 19 de octubre de ese año se llevó a cabo la ceremonia de fundación de la moderna Universidad de Zagreb.
Durante el fascismo del Estado Independiente de Croacia (1941-1945) fue denominada "Universidad Croata", y después recuperó su nombre original para incorporarse al sistema educativo socialista yugoslavo.
La Universidad de Zagreb consta hoy de 29 facultades, 3 academias, un programa de estudio interdisciplinario y un centro universitario, así como el Centro Universitario de Computación y centros de estudiantes en Zagreb, Sisak y Varaždin.
En 1999, en una sesión del Senado, la Universidad decidió introducir el Sistema Europeo de Transferencia de Créditos (ECTS). En 2001, después de la adhesión de Croacia a la Declaración de Bolonia, este sistema fue aceptado en todas las universidades del país.

## Departamentos

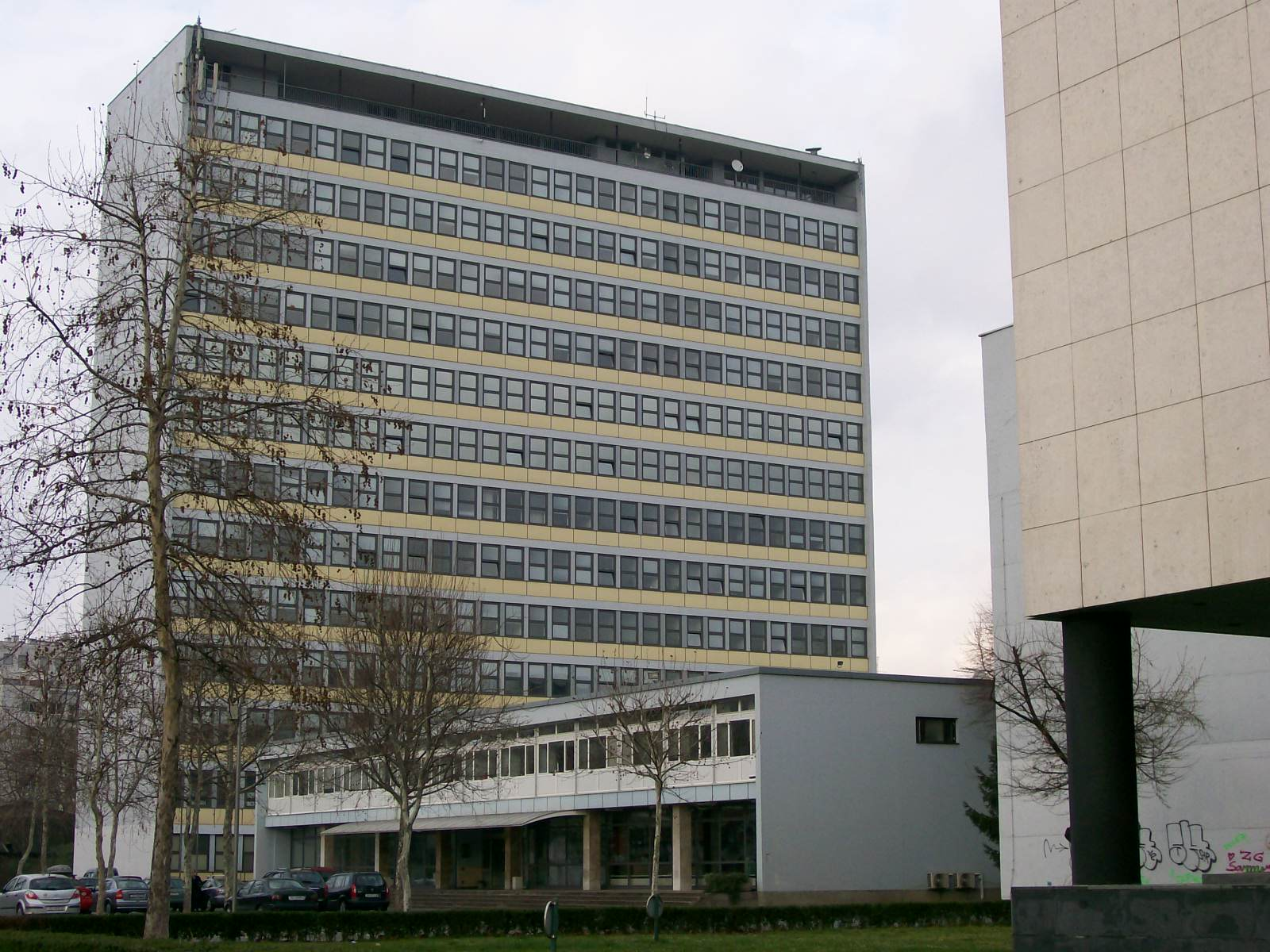
Facultad de Ingeniería eléctrica e Informática.

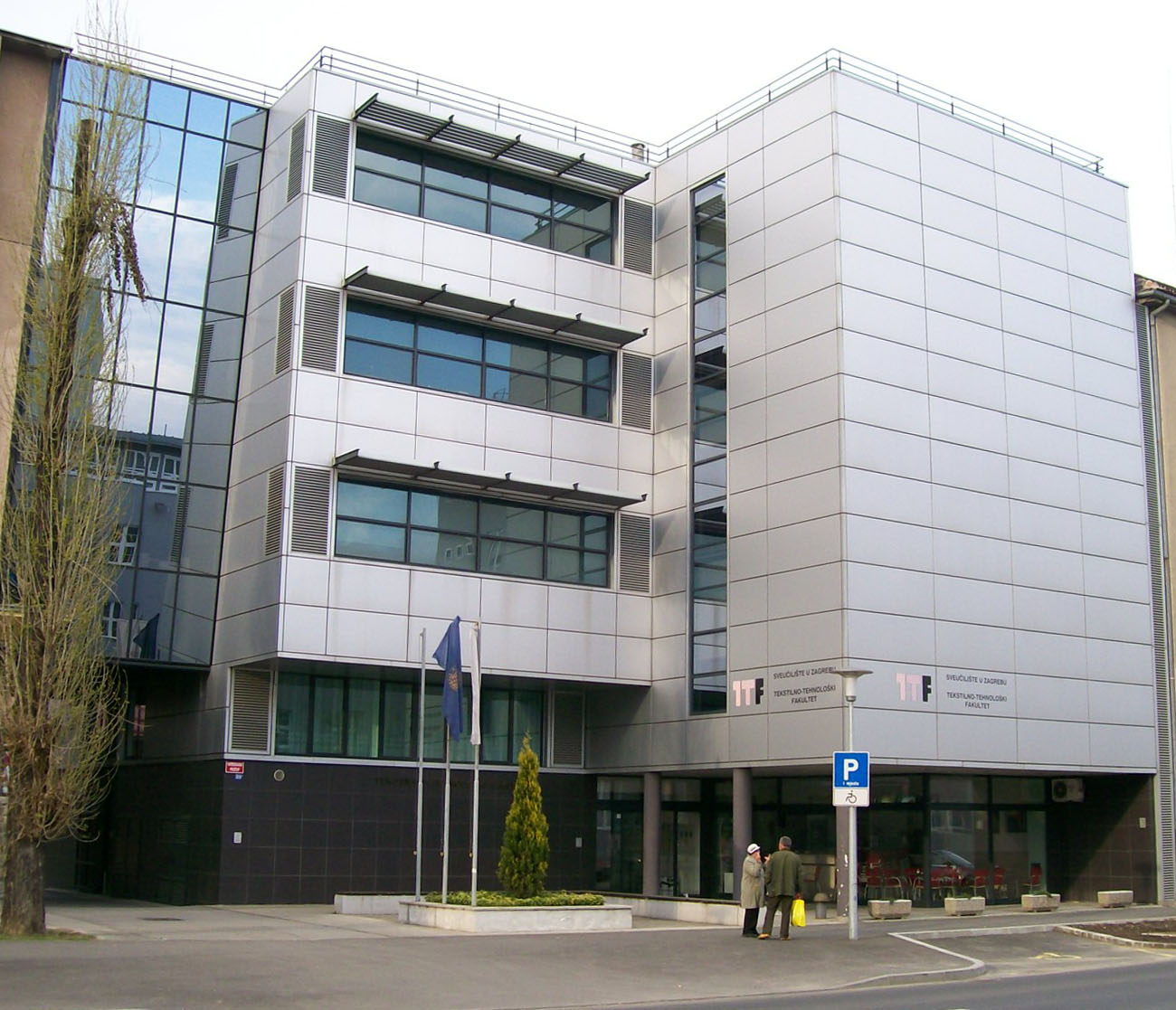
Facultad de Tecnología textil.

La Universidad de Zagreb está compuesta por 29 facultades, 3 academias de arte (Arte dramático, Bellas artes y Música) y un centro universitario (C.U. de Estudios croatas).

### Historia natural
- Facultad de Ciencias
- Departamento de Biología
- Departamento de Física
- Departamento de Geofísica
- Departamento de Geografía
- Departamento de Geología
- Departamento de Química
- Departamento de Matemáticas

### Técnica
- Facultad de Arquitectura
- Estudio de Diseño
- Facultad de Ingeniería Eléctrica y Computación
- Facultad de Ingeniería Química y Tecnología
- Facultad de Ciencias del Transporte y del Tráfico
- Facultad de Ingeniería Mecánica y Arquitectura Naval
- Facultad de Geodesia
- Facultad de Ingeniería Geotécnica (Varaždin)
- Facultad de Ingeniería Civil
- Facultad de Artes Gráficas
- Facultad de Metalurgia (Sisak)
- Facultad de Minería, Geología e Ingeniería Petrolera
- Facultad de Tecnología Textil

### Biomédica
- Facultad de Farmacia y Bioquímica
- Facultad de Medicina
- Facultad de Medicina Dental
- Facultad de Medicina Veterinaria

### Biotecnología
- Facultad de Agricultura
- Facultad de Tecnología de Alimentos y Biotecnología
- Facultad de Silvicultura

### Ciencias sociales
- Facultad de Ciencias de la Educación y Rehabilitación
- Facultad de Economía y Negocios
- Facultad de Organización e Informática (Varaždin)
- Facultad de Ciencias Políticas
- Facultad de Kinesiología
- Facultad de Derecho
- Facultad de Formación del Profesorado.
- Facultad de Formación del Profesorado (Čakovec)
- Facultad de Formación del Profesorado (Petrinja)

### Humanidades
- Facultad de Filosofía y Ciencias Religiosas
- Facultad de Humanidades y Ciencias Sociales
- Facultad Católica de Teología
- Facultad de Estudios Croatas

### Artes
- Academia de Arte Dramático
- Academia de Bellas Artes
- Academia de Música

## Profesores ilustres
- Danilo Blanuša, científico croata.
- Safvet-beg Bašagić, escritor yugoslavo, considerado el padre del renacimiento bosnio.
- Andrija Mohorovičić, meteorólogo y sismólogo austrohúngaro.
- Vladimir Prelog, químico y Premio Nobel de Química yugoslavo.
- William Feller, matemático estadounidense.

## Alumnos ilustres
- Ivo Andrić, escritor y Premio Nobel de Literatura yugoslavo.
- Luka Brajnović, escritor croata.
- Bajram Rexhepi, político albanokosovar.
- Liubomir Miletich, científico búlgaro.
- Luan Starova, escritor albanés.
- Vladko Maček, político croata.
- Jadranka Kosor, política y primera ministra de Croacia.
- Tefko Saracevic, documentalista científico croata.
- Ivo Josipović, político y Presidente de Croacia.
- Dubravka Ugrešić, escritora croata.[3]
- Tom Sunic, filósofo y académico croata.
- Alfred Freddy Krupa, pintor croata.